# Miskan
Miskan (arab. مسقان) – wieś w Syrii, w muhafazie Aleppo. W 2004 roku liczyła 2220 mieszkańców.